# Fargo - La valle dei desperados
Fargo - La valle dei desperados (Fargo) è un film del 1952 diretto da Lewis D. Collins.
È un western statunitense ambientato nel Territorio del Dakota con Bill Elliott, Myron Healey e Phyllis Coates.

## Produzione
Il film, diretto da Lewis D. Collins su una sceneggiatura e un soggetto di Jack DeWitt e Joseph F. Poland, fu prodotto da Vincent M. Fennelly per la Silvermine Productions e girato nell'Iverson Ranch a Chatsworth, Los Angeles, California, nell'aprile del 1952.

## Distribuzione
Il film fu distribuito con il titolo Fargo negli Stati Uniti dal 7 settembre 1952 al cinema dalla Monogram Pictures.
Altre distribuzioni:
- in Giappone il 5 agosto 1953
- in Brasile (Guerra no Sertão)
- in Italia (Fargo - La valle dei desperados)

## Promozione
Le tagline sono:
- Action in the TOUGHEST TERMINAL IN THE WEST!
- The TOWN the LAW forgot!
- STAMPEDING HERDS...GUN-SLINGING CONQUEORS...roaring across the wild Dakota plains!
- HE BLAZED HIS WAY ACROSS SAVAGE PLAINS...and wrote his name in powder-smoke...in the town the law forgot!